# Potštát
Potštát (německy Bodenstadt) je město ležící v severní části okresu Přerov na potoce Veličce (přítok řeky Bečvy) v Olomouckém kraji. Žije zde přibližně 1 200 obyvatel. Jeho katastrální území má rozlohu 4 860 ha. Historické jádro města je od roku 2003 městskou památkovou zónou.

## Název
Původní podoba jména byla Botenstadt („Poslovo město“). České jméno vzniklo hláskovou úpravou německého, jeho první část někdy chápána jako od předložky pod (proto se často psalo Podštát).

## Obyvatelstvo
(Statistické údaje k 30. 6. 2008)
| Část města | Počet obyvatel | Průměrný věk |
| ---------- | -------------- | ------------ |
| Potštát    | 784            | 38,78        |
| Boškov     | 73             | 44,75        |
| Kovářov    | 112            | 40,60        |
| Kyžlířov   | 153            | 38,49        |
| Lipná      | 77             | 44,36        |
| Celkem     | 1199           | 39,63        |

1. ↑  Z toho 610 mužů a 589 žen.

| Věk od-do | Počet obyvatel |
| --------- | -------------- |
| Do 6      | 60             |
| 7-18      | 161            |
| 19-30     | 204            |
| 31-40     | 176            |
| 41-50     | 163            |
| 51-60     | 192            |
| 61-70     | 142            |
| 71-80     | 70             |
| 81-90     | 30             |
| 91-100    | 1              |

## Části města
- Potštát – k. ú. Potštát (dříve Potštát-město[7]), Potštát-Dolní Předměstí, Potštát-Horní Předměstí a Padesát Lánů
- Boškov – k. ú. Boškov
- Kovářov – k. ú. Kovářov u Potštátu
- Kyžlířov – k. ú. Kyžlířov
- Lipná – k. ú. Lipná

## Historie
První písemná zmínka o obci (tehdy již městu) pochází z roku 1322 – Záviš z Potštátu neboli Potenstat („Půtovo město“) z rodu Drslaviců, z kterého pochází větev Žampachů z Potštejna. Založeno německými horníky. V roce 1377 je připomínán jako opevněné město. Po požáru v roce 1388 postoupil Boček z Kunštátu městu dosavadní vrchnostenský pivovar uprostřed náměstí, markrabě Prokop Lucemburský potvrdil dosavadní výsady a přidal nová privilegia v roce 1394.
V roce 1408 se městečko i s okolními vesnicemi dostává z majetku Bočka z Kunštátu do majetku Tasa z Prusinovic. Koncem 16. století vystavěna známá hodinová věž. Roku 1623 je panství Janu Šťastnému Podstatskému z Prusinovic konfiskováno pro účast ve stavovském povstávní. Roku 1663 se dostává do majetku šlechtice Jana Walderodeho. Rod Walderode respektive od roku 1814 Desfours-Walderode panství drží až do roku 1945. Město několikrát za dobu své existence vyhořelo. Na přelomu 18. a 19. století silné punčochářství, tkalcovství, později zřízena i továrna na lihoviny.
Po roce 1945 byla vysídlena německy hovořící většina obyvatel. Dosídlení nebylo úplné – nynější[kdy?] počet je zhruba polovinou stavu ze začátku 20. století. Vliv na to měla poměrně odlehlá poloha, umocněná zřízením vojenského újezdu Libavá v západním sousedství města (přerušena tak byla mj. silnice z Hranic do Města Libavé). 10. října 2006 byl obci vrácen status města.

## Pamětihodnosti
Kostel svatého Bartoloměje za jihozápadním koutem náměstí se připomíná v roce 1408 jako farní, původně gotický, upravován postupně renesančně, barokně a pseudoslohově.
Hřbitovní kostel Nanebevzetí Panny Marie pochází z roku 1658. Fresky v interiéru od Josefa Laslera jsou z roku 1749. 6. července 1946 byl kostel po zásahu bleskem poškozen požárem, z té doby pochází provizorní zastřešení věže. Fresky restaurovány po roce 1973 a znovu po roce 1990.
Potštátský zámek jižně od náměstí je poprvé připomínán jako tvrz v roce 1377, na počátku 17. století přestavěna renesančně na čtyřkřídlý zámek, při poslední přestavbě po požáru v roce 1815 byla snesena zámecká věž a fasády změněny klasicistně.
Hodinová věž uprostřed náměstí pochází z doby kolem roku 1700 a je posledním zbytkem městského (původně vrchnostenského) pivovaru zbořeného po roce 1830.
Necelé 4 km jihovýchodně od města se dochovaly nepatrné pozůstatky původního hradu Potštát, zvaného též Puchart. Opuštěn byl po vybudování tvrze ve městě. Jihovýchodním směrem se nachází Potštátské skalní město.

## Galerie

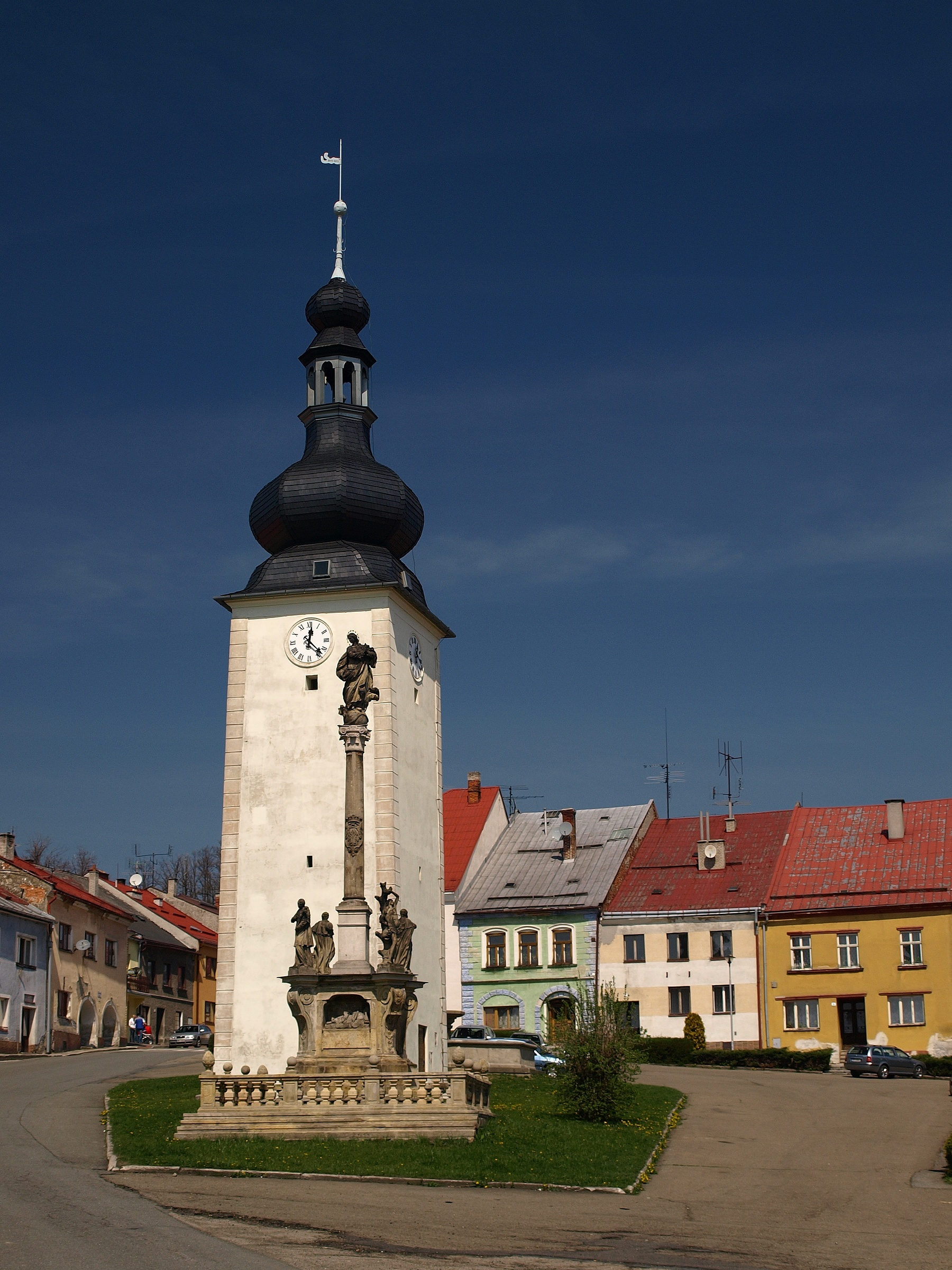
Hodinová věž a morový sloup
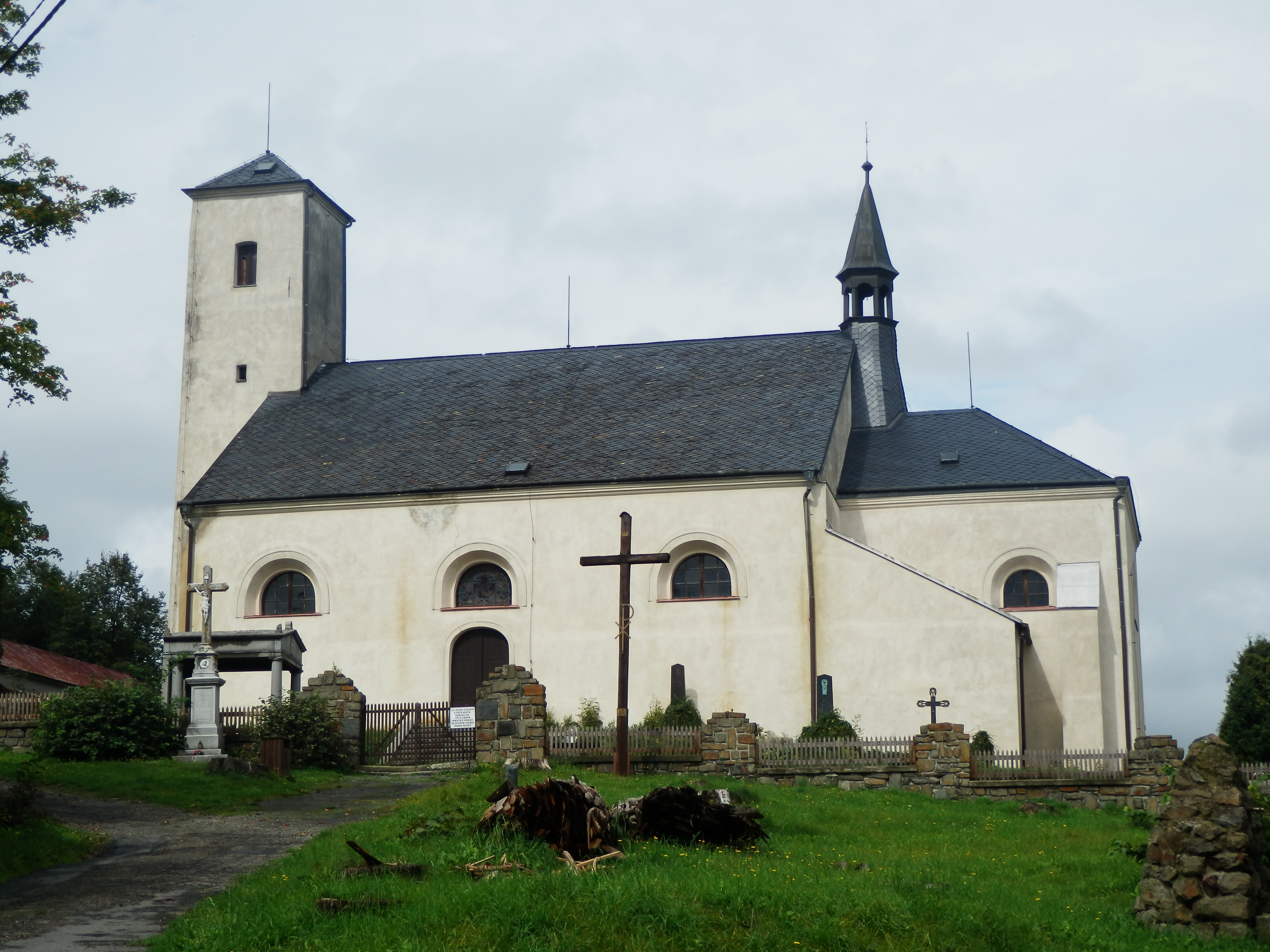
Kostel Nanebevzetí Panny Marie na hřbitově
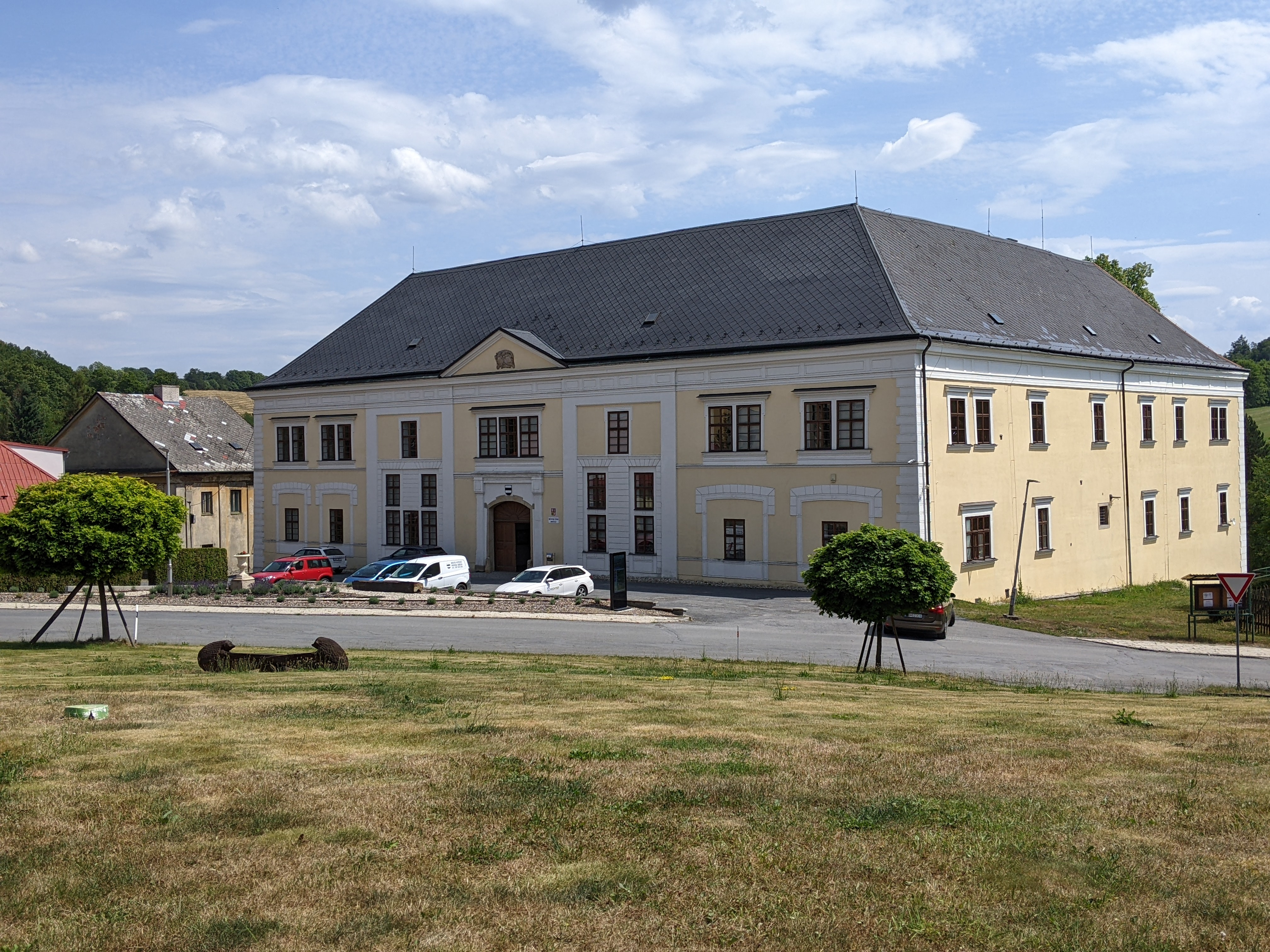
Zámek
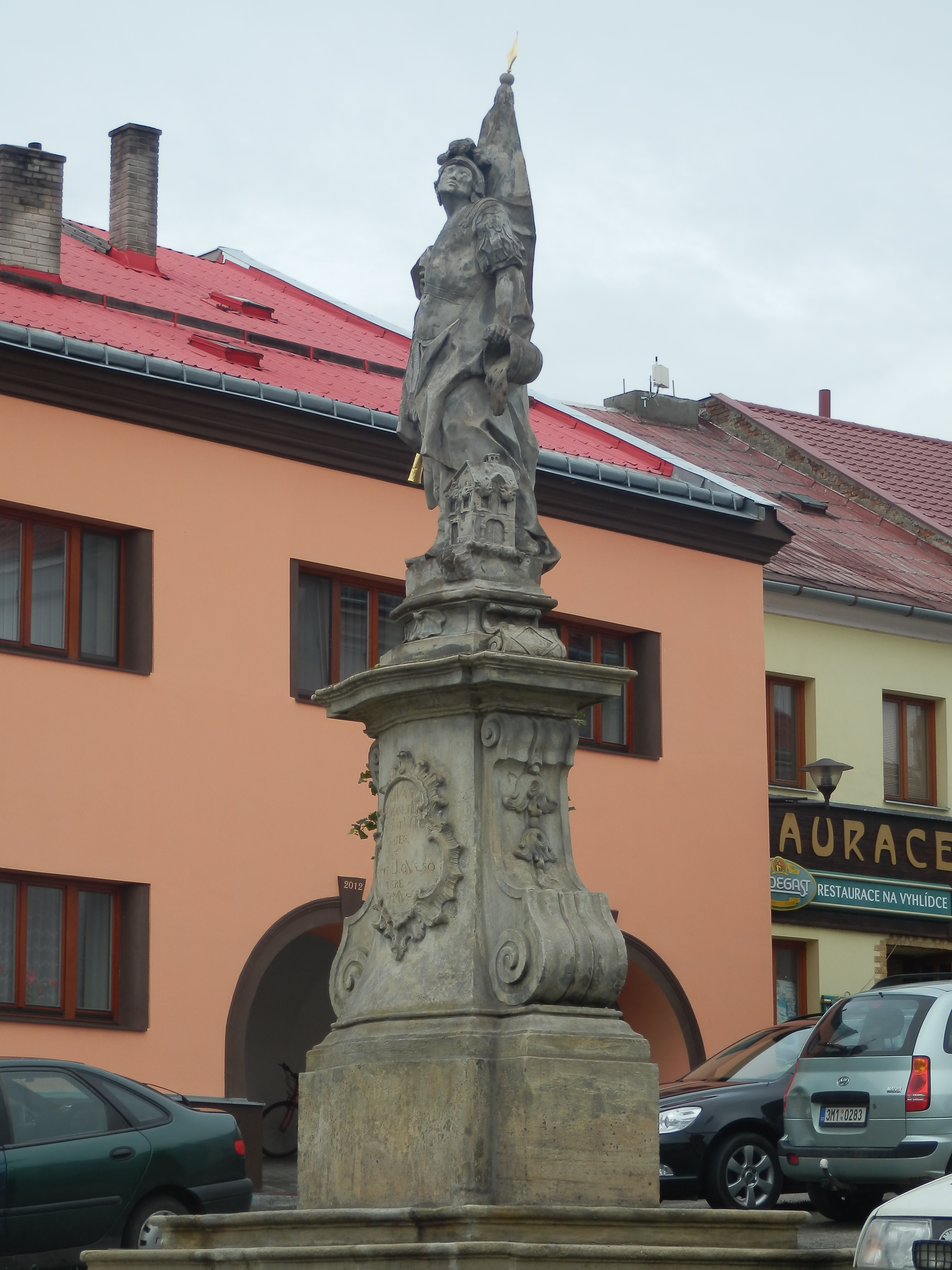
Socha svatého Floriána

## Společenský život
Samospráva města od roku 2016 vyvěšuje 5. července zlatočervenou moravskou vlajku.